# دولة السلوفينيين والكروات والصرب
دولة السلوفينيين والكروات والصرب (بالسلوفينية: Država Slovencev, Hrvatov in Srbov)‏ (بالصربوكرواتية: Држава Словенаца, Хрвата и Срба/Država Slovenaca, Hrvata i Srba)‏ هي كيان صغير تشكل في نهاية الحرب العالمية الأولى من الأمم السلافية الجنوبية المتمثلة بالكروات، الصرب والسلوفينيون. كانت الدولة كيانًا سياسيًا تم تشكيله في أكتوبر 1918 في نهاية الحرب العالمية الأولى، من قبل السلوفينيين والكروات والصرب المقيمين في ما كانت تتموضع في الأجزاء الجنوبية من الإمبراطورية النمساوية المجرية. على الرغم من أن هذا الكيان غير معترف به دوليًا، فقد كان هذا أول تجسيد لدولة يوغسلافية تأسست على أيديولوجية قومية سلافية. بعد ثلاثة وثلاثين يومًا من إعلانها انضمت الدولة إلى مملكة صربيا لتشكيل مملكة الصرب والكروات والسلوفينيين التي اتخذت من مدينة بلغراد الصربية عاصمة لها.

## الاسم
- الصرب الذين تم تحديدهم بالاسم في نص اسم الدولة هم أولئك المقيمين في البوسنة والهرسك، وكرواتيا - سلافونيا، وسيرميا، ودالماسيا (بما في ذلك بوكا كوتورسكا والجبل الأسود الساحلية، حتى سبيتش بالقرب من بار والجبل الأسود)، وليسوا المقيمين في مملكة صربيا (التي تضمنت أراضي جمهورية شمال مقدونيا الحالية)، ولا أولئك الذين يعيشون في مملكة الجبل الأسود أو فويفودينا (بما في ذلك بنات وباتكا وبارانيا).
- السلوفينيون الذين تم تحديدهم في الاسم كانوا من سكان دوقية كارنيولا وخليج بيران وبريكوموريه، وهم ثاني أكبر عرق في ولاية السلوفينيين والكروات والصرب.
- كان الكروات أكبر إثنية وأهمهم حيث كانت العاصمة زغرب في المنطقة العرقية الكرواتية، وهذا يعني أن الكروات هم الجنسية المسؤولة عن الدولة.

## الصراع مع إيطاليا
من أجل تجنب تسليمها إلى سلطات الوفاق خصص الإمبراطور كارل كامل البحرية النمساوية المجرية، والأسطول التجاري الهنغاري النمساوي وجميع الموانئ النمساوية المجرية وترساناتها وتحصينات الشاطئ إلى المجلس الوطني. أرسل المجلس الوطني مذكرات دبلوماسية إلى حكومات الوفاق لإخطارهم بأنهم سيطروا على هذه الأصول ولم يكونوا في حالة حرب. ومع ذلك تعرض الأسطول للهجوم والتفكيك السريع من قبل البحرية الإيطالية ممثلًا بالأسطول الملكي الإيطالي.
توصلت النمسا والمجر إلى هدنة مع إيطاليا من خلال هدنة فيلا غوستي الموقعة في 4 نوفمبر 1918م. وينص هذا الاتفاق على أن إيطاليا يمكن أن تحتل أجزاء كبيرة من الأراضي التي تم تضمينها في دولة السلوفينيين والكروات والصرب. ثم احتلت القوات الإيطالية إستريا والكثير من دالماتيا وبقيت حتى عام 1921، عندما دخلت معاهدة رابالو حيز التنفيذ.

## إنشاء مملكة الصرب والكروات والسلوفينيين
لم تحصل دولة السلوفينيين والكروات والصرب على اعتراف دبلوماسي دولي قبل انتهاء وجودها. في مذكرة بتاريخ 31 أكتوبر أبلغ المجلس الوطني حكومات المملكة المتحدة وفرنسا وإيطاليا والولايات المتحدة أن دولة السلوفينيين والكروات والصرب تشكلت في المناطق السلافية الجنوبية التي كانت جزءًا من النمسا والمجر، وأن الدولة الجديدة تنوي تشكيل دولة مشتركة مع صربيا والجبل الأسود. تم إرسال نفس المذكرة إلى حكومة مملكة صربيا واللجنة اليوغوسلافية في لندن. استجاب رئيس الوزراء الصربي نيكولا باشتش للمذكرة في 8 نوفمبر، واعترف المجلس الوطني في زغرب بأنها «الحكومة القانونية للصرب والكروات والسلوفينيين الذين يعيشون في أراضي النمسا والمجر»، وأبلغ حكومات المملكة المتحدة وفرنسا وإيطاليا والولايات المتحدة تطلب منهم القيام بالشيء نفسه.
في 23-24 نوفمبر أعلن المجلس الوطني «توحيد دولة السلوفينيين والكروات والصرب المتشكلين على كامل المنطقة الجنوبية السلافية المتاخمة للنمسا والمجر السابقة مع مملكة صربيا والجبل الأسود إلى دولة موحدة للسلوفينيين الكروات والصرب». تم تعيين 28 عضوًا من أعضاء المجلس لتنفيذ هذا القرار بناءً على توجيهات المجلس الوطني المعتمدة بشأن تنفيذ اتفاقية تنظيم الدولة الموحدة مع حكومة مملكة صربيا وممثلي الأحزاب السياسية في صربيا والجبل الأسود. تم تجاهل التعليمات إلى حد كبير من قبل أعضاء الوفد الذين تفاوضوا مع ألكسندر الأول ملك يوغسلافيا بدلاً من ذلك.
شارك حزب الفلاحين الكرواتي برئاسة ستيبان راديتش في المجلس الوطني، ولكن بعد أن قرر الاندماج مع صربيا، بدأوا في التراجع ووصفوا الخطوة بالحماقة، وطعنوا في القرار بناءً على حقيقة أن البرلمان الكرواتي لم يوافق عليه صراحة أبدًا. في 1 ديسمبر أعلن ريجنت ألكسندر توحيد «صربيا بأراضي دولة السلوفين والكروات والصرب المستقلة إلى مملكة موحدة للصرب والكروات والسلوفينيين». نظرًا لأن المجلس الوطني لم يعد يعمل، لم يصادق على الإعلان رسميًا، ولم يصادق برلمان صربيا على الإعلان في 29 ديسمبر 1918. كانت المهمة الأخيرة للمجلس الوطني هي تعيين ممثلين في التمثيل الوطني المؤقت في أوائل عام 1919.